# Хрватска на Зимским олимпијским играма 2014.
Хрватска ће на Зимским олимпијским играма 2014. које се одржавају у Сочију (Русија) од 7. до 23. фебруара, учествовати по седми пут као самостална држава.
Закључно са 25. јануаром хрватски спортисти обезбедили су 11 квота у tri спорта, што је најмањи број учесника за ову земљу још од ЗОИ 1998. године.

## Учесници по спортовима
| Спорт           | Мушкарци | Жене | Укупно |
| --------------- | -------- | ---- | ------ |
| Алпско скијање  | 6        | 2    | 8      |
| Скијашко трчање | 1        | 1    | 2      |
| Сноубординг     | 0        | 1    | 1      |
| Укупно(3)       | 7        | 4    | 11     |

## Алпско скијање
На основу резултата у Светском купу Хрватска је имала могућност да пошаље осам такмичара на Зимске олимпијске игре 2014. Једно место предвиђено за жене уступљено је за једно место у мушкој конкуренцији. Списак такмичара је објављен 27. јануара 2014.
Мушкарци
| Такмичар           | Дисциплина       | 1. вожња | 1. вожња | 2. вожња | 2. вожња | Укупно  | Укупно  |
| Такмичар           | Дисциплина       | Време    | Пласман  | Време    | Пласман  | Време   | Пласман |
| ------------------ | ---------------- | -------- | -------- | -------- | -------- | ------- | ------- |
| Себастијан Биговић | велеслалом       | 1:25,82  | 38       | 1:26,43  | 35       | 2:52,25 | 34      |
| Ивица Костелић     | Суперкомбинација | 1:54,17  | 7        | 51,37    | =3       | 2:45,54 | 2       |
| Ивица Костелић     | велеслалом       | 1:23,87  | 30       | 1:25,81  | 27       | 2:49,68 | 27      |
| Ивица Костелић     | Слалом           | 48,75    | 21       | 55,36    | 8        | 1:44,11 | =9      |
| Ивица Костелић     | супервелеслалом  | Н/Д      | Н/Д      | Н/Д      | Н/Д      | 1:20,19 | =24     |
| Далибор Шамшал     | Слалом           | 50,71    | 36       | 58,28    | 18       | 1:48,99 | 18      |
| Матеј Видовић      | Слалом           | 51,74    | 42       | 1:06,07  | 33       | 1:57,81 | 28      |
| Натко Зрнчић-Дим   | Суперкомбинација | 1:55,26  | 19       | 51,80    | 6        | 2:47,06 | 10      |
| Натко Зрнчић-Дим   | спуст            | Н/Д      | Н/Д      | Н/Д      | Н/Д      | 2:09,80 | 29      |
| Натко Зрнчић-Дим   | Слалом           | 50,64    | 35       | НЗ       | НЗ       | НЗ      | НЗ      |
| Натко Зрнчић-Дим   | супервелеслалом  | Н/Д      | Н/Д      | Н/Д      | Н/Д      | 1:19,75 | =19     |
| Филип Зубчић       | велеслалом       | НЗ       | НЗ       | НЗ       | НЗ       | НЗ      | НЗ      |

Жене
| Такмичар         | Дисциплина | 1. вожња | 1. вожња | 2. вожња | 2. вожња | Укупно  | Укупно  |
| Такмичар         | Дисциплина | Време    | Пласман  | Време    | Пласман  | Време   | Пласман |
| ---------------- | ---------- | -------- | -------- | -------- | -------- | ------- | ------- |
| Андреа Комшић    | Велеслалом | 1:24,24  | 38       | 1:22,37  | 35       | 2:46,61 | 35      |
| Андреа Комшић    | Слалом     | 1:00,82  | 39       | 57,78    | 32       | 1:58,60 | 33      |
| Софија Новоселић | Велеслалом | 1:24,25  | 39       | НЗ       | НЗ       | НЗ      | НЗ      |
| Софија Новоселић | Слалом     | НЗ       | НЗ       | НЗ       | НЗ       | НЗ      | НЗ      |

## Скијашко трчање
На основу ранг листа Светске скијашке федерације од 7. јануара 2014. спортисти из Хрватске обезбедили су две учесничке квоте:
- Мушкарци — 1 квота (Еди Дадић)
- Жене — 1 квота (Ведрана Малец)

## Сноубординг
Хрватска је остварила једну учесничку квоту као трећа резерва у дисциплини халфпајп.
| Сноубордерка | Дисциплина | Квалификације | Квалификације | Квалификације | Квалификације | Полуфинале | Полуфинале | Полуфинале    | Полуфинале | Финале  | Финале  | Финале        | Финале |
| Сноубордерка | Дисциплина | 1. трка       | 2. трка       | Најбоље време | Плас.         | 1. трка    | 2. трка    | Најбоље време | Плас.      | 1. трка | 2. трка | Најбоље време | Плас.  |
| ------------ | ---------- | ------------- | ------------- | ------------- | ------------- | ---------- | ---------- | ------------- | ---------- | ------- | ------- | ------------- | ------ |
| Морена Макар | Ж халфпајп |               |               |               |               |            |            |               |            |         |         |               |        |